# Eliminatórias da Copa do Mundo FIFA de 2026 – CAF (Grupo H)
Esta página apresenta os resultados das partidas do Grupo H das eliminatórias africanas (CAF) para a Copa do Mundo FIFA de 2026.
O vencedor do grupo se classificará diretamente para a Copa do Mundo, e o segundo colocado poderá disputar o play-off para avançar a repescagem.

## Classificação
| Pos | Equipe                  | Pts | J | V | E | D | GP | GC | SG  | Classificado               |     |     |     |     |     |     |     |
| --- | ----------------------- | --- | - | - | - | - | -- | -- | --- | -------------------------- | --- | --- | --- | --- | --- | --- | --- |
| 1   | Tunísia                 | 16  | 6 | 5 | 1 | 0 | 9  | 0  | +9  | Copa do Mundo FIFA de 2026 |     | —   | out | set | 1–0 | 2–0 | 4–0 |
| 2   | Namíbia                 | 12  | 6 | 3 | 3 | 0 | 8  | 2  | +6  | Possível play-off          |     | 0–0 | —   | 1–1 | 1–1 | set | set |
| 3   | Libéria                 | 10  | 6 | 3 | 1 | 2 | 7  | 4  | +3  |                            |     | 0–1 | out | —   | 3–0 | 0–1 | 2–1 |
| 4   | Guiné Equatorial        | 7   | 6 | 2 | 1 | 3 | 4  | 8  | −4  |                            | set | 0–3 | out | —   | 1–0 | 2–0 |     |
| 5   | Malawi                  | 6   | 6 | 2 | 0 | 4 | 4  | 6  | −2  |                            | 0–1 | 0–1 | set | out | —   | 2–1 |     |
| 6   | São Tomé e Príncipe (E) | 0   | 6 | 0 | 0 | 6 | 2  | 14 | −12 |                            | out | 0–2 | 0–1 | set | out | —   |     |

1. 1 2  A Guiné Equatorial foi declarada como derrotada nas duas primeiras partidas do grupo por escalar um jogador inelegível. Originalmente os resultados das partidas foram Guiné Equatorial 1–0 Namíbia e Libéria 0–1 Guiné Equatorial.

## Partidas
| 15 de novembro de 2023 | Guiné Equatorial | 0 – 3     | Namíbia | Estádio de Malabo, Malabo |
| 14:00 (UTC+1)          | Nsue 67'         | Relatório |         | Árbitro: UGA Ali Sabilla  |

| 17 de novembro de 2023 | Libéria | 0 – 1     | Malawi     | Complexo Esportivo Samuel Kanyon Doe, Paynesville |
| 16:00 (UTC+0)          |         | Relatório | Mphasi 78' | Árbitro: CMR Antoine Effa Essouma                 |

| 17 de novembro de 2023 | Tunísia                                             | 4 – 0     | São Tomé e Príncipe | Estádio Hammadi Agrebi, Tunes                   |
| 20:00 (UTC+1)          | Meriah 37' · Msakni 53' · Rafia 79' · Ben Larbi 88' | Relatório |                     | Público: 10 000 Árbitro: NGA Joseph Odey Ogabor |

| 20 de novembro de 2023 | Libéria | 3 – 0     | Guiné Equatorial | Complexo Esportivo Samuel Kanyon Doe, Paynesville |
| 16:00 (UTC+0)          |         | Relatório | Nsue 9'          | Público: 3 044 Árbitro: MAR Karim Sabry           |

| 21 de novembro de 2023 | Malawi | 0 – 1     | Tunísia          | Estádio Nacional Bingu, Lilongué           |
| 15:00 (UTC+2)          |        | Relatório | Msakni 87' (pen) | Público: 23 000 Árbitro: TOG Aklésso Gnama |

| 21 de novembro de 2023 | São Tomé e Príncipe | 0 – 2     | Namíbia                        | Estádio Adrar, Agadir (Marrocos) |
| 17:00 (UTC+1)          |                     | Relatório | Tjiueza 9' · Mateus 75' (g.c.) | Árbitro: MLI Ousmane Diakité     |

| 5 de junho de 2024 | Namíbia      | 1 – 1     | Libéria    | Estádio Orlando, Joanesburgo (África do Sul) |
| 18:00 (UTC+2)      | Karuuombe 8' | Relatório | Sackor 65' | Árbitro: CGO Messie Nkounkou                 |

| 5 de junho de 2024 | Tunísia                | 1 – 0     | Guiné Equatorial | Estádio Hammadi Agrebi, Tunes             |
| 20:00 (UTC+1)      | Ben Romdhane 82' (pen) | Relatório |                  | Público: 25 000 Árbitro: RSA Abongile Tom |

| 6 de junho de 2024 | Malawi                               | 3 – 1     | São Tomé e Príncipe | Estádio Nacional Bingu, Lilongué |
| 15:00 (UTC+2)      | Kawonga 6' · Nkhoma 14' · Mphasi 78' | Relatório | Silva 67'           | Árbitro: TAN Ahmed Arajiga       |

| 9 de junho de 2024 | São Tomé e Príncipe | 0 – 1     | Libéria   | Stade Municipal d'Oujda, Ujda (Marrocos) |
| 14:00 (UTC+1)      |                     | Relatório | Sesay 90' | Árbitro: MAD Andofetra Rakotojaona       |

| 9 de junho de 2024 | Namíbia | 0 – 0     | Tunísia | Estádio Orlando, Joanesburgo (África do Sul) |
| 21:00 (UTC+2)      |         | Relatório |         | Árbitro: MTN Dahane Beida                    |

| 10 de junho de 2024 | Guiné Equatorial | 1 – 0     | Malawi | Estádio de Malabo, Malabo |
| 14:00 (UTC+1)       | Salvador 81'     | Relatório |        | Árbitro: GAM Lamin Jammeh |

| 19 de março de 2025 | Libéria | 0 – 1     | Tunísia     | Complexo Esportivo Samuel Kanyon Doe, Paynesville |
| 16:00 (UTC+0)       |         | Relatório | Mastouri 4' | Árbitro: CIV Clement Kpan                         |

| 20 de março de 2025 | Malawi | 0 – 1     | Namíbia     | Estádio Nacional Bingu, Lilongué |
| 18:00 (UTC+2)       |        | Relatório | Tjiueza 40' | Árbitro: RSA Jelly Chavani       |

| 21 de março de 2025 | Guiné Equatorial        | 2 – 0     | São Tomé e Príncipe | Estádio de Malabo, Malabo   |
| 14:00 (UTC+1)       | Nsue 14' · Salvador 17' | Relatório |                     | Árbitro: BEN Raphiou Ligali |

| 24 de março de 2025 | Namíbia       | 1 – 1     | Guiné Equatorial | Estádio Orlando, Joanesburgo (África do Sul) |
| 15:00 (UTC+2)       | Shalulile 51' | Relatório | Coco 54'         | Árbitro: EGY Mohamed Maarouf                 |

| 24 de março de 2025 | Libéria                    | 2 – 1     | São Tomé e Príncipe | Complexo Esportivo Samuel Kanyon Doe, Paynesville |
| 16:00 (UTC+0)       | Andrews 4' · Farkarlun 32' | Relatório | Dola 44'            | Público: 13 025 Árbitro: NIG Mohammed Ali Moussa  |

| 24 de março de 2025 | Tunísia                          | 2 – 0     | Malawi | Estádio Hammadi Agrebi, Tunes     |
| 22:00 (UTC+1)       | Jaziri 86' · Achouri 90+2' (pen) | Relatório |        | Árbitro: BEN Djindo Houngnandande |

| setembro de 2025 | Namíbia | – | Malawi |  |
| --:--            |         |   |        |  |

| setembro de 2025 | São Tomé e Príncipe | – | Guiné Equatorial |  |
| --:--            |                     |   |                  |  |

| setembro de 2025 | Tunísia | – | Libéria |  |
| --:--            |         |   |         |  |

| setembro de 2025 | Guiné Equatorial | – | Tunísia |  |
| --:--            |                  |   |         |  |

| setembro de 2025 | Namíbia | – | São Tomé e Príncipe |  |
| --:--            |         |   |                     |  |

| setembro de 2025 | Malawi | – | Libéria |  |
| --:--            |        |   |         |  |

| outubro de 2025 | São Tomé e Príncipe | – | Tunísia |  |
| --:--           |                     |   |         |  |

| outubro de 2025 | Malawi | – | Guiné Equatorial |  |
| --:--           |        |   |                  |  |

| outubro de 2025 | Libéria | – | Namíbia |  |
| --:--           |         |   |         |  |

| outubro de 2025 | Guiné Equatorial | – | Libéria |  |
| --:--           |                  |   |         |  |

| outubro de 2025 | São Tomé e Príncipe | – | Malawi |  |
| --:--           |                     |   |        |  |

| outubro de 2025 | Tunísia | – | Namíbia |  |
| --:--           |         |   |         |  |